# Haloptilus longicirrus
Haloptilus longicirrus är en kräftdjursart som beskrevs av Brodsky 1950. Haloptilus longicirrus ingår i släktet Haloptilus och familjen Augaptilidae. Inga underarter finns listade i Catalogue of Life.